# Герра, Отасилио Пиньейро
Октасилио Пиньейро Герра (порт.-браз. Octacílio Pinheiro Guerra; 21 ноября 1909, Порту-Алегри, по другим данным 22 мая 1900, Баже — 26 февраля 1967, Порту-Алегри) — бразильский футболист, центральный защитник.

## Карьера
Отасилио начал карьеру в клубе «Спорт» из Риу-Гранди, старейшем бразильском футбольном клубе.
В 1925 году Отасилио перешёл в «Ботафого», с которым выигрывал чемпионаты Федерального округа в 1930, 1932, 1933, 1934 и 1935 годах, отдав клубу 12 лет, за который провёл 223 матча и забил 9 голов. Также в 1932 году футболист сыграл три матча в составе «Гремио». Его удачная игра за «Ботафого» открыла дорогу в сборную Бразилии, за которую он провёл 12 матчей и даже забил один гол, а также принял участие в чемпионате мира 1934 года, вместе с ещё восемью партнёрами по «Ботафого». Завершил карьеру Окстасилио в клубе «Мадурейра».

## Международная статистика
| Матчи Отасилио за сборную Бразилии | Матчи Отасилио за сборную Бразилии | Матчи Отасилио за сборную Бразилии | Матчи Отасилио за сборную Бразилии | Матчи Отасилио за сборную Бразилии | Матчи Отасилио за сборную Бразилии | Матчи Отасилио за сборную Бразилии |
| ---------------------------------- | ---------------------------------- | ---------------------------------- | ---------------------------------- | ---------------------------------- | ---------------------------------- | ---------------------------------- |
| №                                  | Дата                               | Место проведения                   | Оппонент                           | Счёт                               | Голы                               | Турнир                             |
| 1                                  | 8 июня 1934                        | Загреб                             | Граджянски                         | 0:0                                | —                                  | Товарищеский матч                  |
| 2                                  | 17 июня 1934                       | Барселона                          | Каталония                          | 1:2                                | —                                  | Товарищеский матч                  |
| 3                                  | 24 июня 1934                       | Жирона                             | Каталония                          | 2:2                                | 1                                  | Товарищеский матч                  |
| 4                                  | 7 сентября 1934                    | Салвадор                           | Галисия                            | 10:4                               | —                                  | Товарищеский матч                  |
| 5                                  | 9 сентября 1934                    | Салвадор                           | Ипиранга (Салвадор)                | 5:1                                | —                                  | Товарищеский матч                  |
| 6                                  | 13 сентября 1934                   | Салвадор                           | Витория (Салвадор)                 | 2:1                                | —                                  | Товарищеский матч                  |
| 7                                  | 16 сентября 1934                   | Салвадор                           | Баия                               | 8:1                                | —                                  | Товарищеский матч                  |
| 8                                  | 20 сентября 1934                   | Салвадор                           | сборная 2 июля                     | 2:1                                | —                                  | Товарищеский матч                  |
| 9                                  | 27 сентября 1934                   | Ресифи                             | Спорт Ресифи                       | 5:4                                | —                                  | Товарищеский матч                  |
| 10                                 | 30 сентября 1934                   | Ресифи                             | Санта-Круз (Ресифи)                | 3:1                                | —                                  | Товарищеский матч                  |
| 11                                 | 7 октября 1934                     | Ресифи                             | Сборная штата Пернамбуку           | 5:3                                | —                                  | Товарищеский матч                  |

## Достижения
- Чемпион Федерального округа (1891—1960) (5): 1930, 1932, 1933, 1934, 1935